# Chi Giả lan
Chi Giả lan hay chi Cổ lan (danh pháp khoa học: Apostasia) là một chi lan dường như nguyên thủy trong phân họ Giả lan (Apostasioideae) của họ Lan (Orchidaceae), bao gồm 7 loài địa lan.
Các loài trong chi này phân bố trong các khu vực ẩm ướt tại Himalaya, Ấn Độ, Sri Lanka, Đông Nam Á, New Guinea, và bắc Australia.
Các loài trong chi này sinh ra cụm hoa mọc thẳng với tới sáu nhánh bên, phát sinh ra từ một rễ chính thuôn dài. Các nốt rễ của chúng phồng lên và có cuống. Chúng không có vỏ lụa.
Mỗi cây có thể sinh ra tới 30 hoa màu trắng hay vàng. Hoa của các loài Apostasia là không lộn ngược (nghĩa là không quay mặt trên xuống dưới), như ở các dạng lan khác.
Giống như các loài Neuwiedia (với 3 nhị sinh sản), một chi lan khác trong cùng phân họ, chi Apostasia được ghi nhạn nhờ có 2 nhị sinh sản ở xa trục thay vì chỉ 1 như ở các loài lan khác. Sự chiếm hữu 2-3 bao phấn xa trục là đặc trưng dẫn xuất nội nhóm (= đặc trưng dẫn xuất chỉ có trong nhóm) của phân họ Apostasioideae. Ba loài Apostasia nuda, Apostasia elliptica và Apostasia latifolia không có nhị lép. Sự mất đi nhị lép cũng là đặc trưng dẫn xuất nội nhóm. Các loài còn lại có 1 nhị lép giống như nhị duy nhất của các dạng lan một nhị. Sự hiện diện của nhị lép đôi khi được xác định như là dấu vết đặc điểm tổ tiên.
Do các đặc trưng dường như nguyên thủy này, nên một số tác giả coi Apostasia không phải lan thật sự mà là tổ tiên của lan hiện đại. Tuy nhiên, khác biệt giữa hai chi này với các ngoại nhóm trong phân tích miêu tả theo nhánh là lớn hơn so với phần còn lại của họ Lan. Vì thế chúng khó có thể là tổ tiên mà nói chung chỉ là một phần của họ Lan.
Các danh pháp chi như Adactylus Rolfe, Mesodactylis Wall., Neumayera Rchb.f và Niemeyera  F.Muell.  được coi là từ đồng nghĩa với Apostasia.

## Các loài
- Apostasia elliptica J.J.Sm., 1920.
- Apostasia fogangica Y.Y.Yin, 2016.[1]
- Apostasia latifolia Rolfe, 1889.
- Apostasia nuda R.Br. trong N.Wallich, 1830.: Giả lan trần
- Apostasia odorata Blume, 1825.: Giả lan thơm
- Apostasia parvula Schltr., 1906.
- Apostasia ramifera S.C.Chen & K.Y.Lang, 1986.
- Apostasia wallichii R.Br. in N.Wallich, 1830.: Giả lan rộng, cổ lan

Tại Việt Nam có 3 loài là A. nuda, A. odorata và A. wallichii.